# آنتونی کارمونا
آنتونی توماس آکویناس کارمونا (به انگلیسی: Anthony Thomas Aquinas Carmona) (زاده ۷ مارس ۱۹۵۳)، رئیس‌جمهور وقت کشور ترینیداد و توباگو از مارس ۲۰۱۳ به مدت یک دوره ۵ ساله و به عنوان پنجمین رئیس‌جمهور این کشور بود.
- قاضی دادگاه جنایی بین‌المللی از ۱۱ مارس ۲۰۱۲ تا ۱۸ مارس ۲۰۱۳

وی پیش از این قاضی دادگاه عالی در دیوان عالی این کشور و همچنین به عنوان قاضی دادگاه جنایی بین‌المللی از سال ۲۰۱۲ تا ۲۰۱۳ بوده‌است.